# Les Sept Gifles

Les Sept Gifles (titre original : Sieben Ohrfeigen) est un film allemand réalisé par Paul Martin et sorti en 1937.

## Synopsis
Un homme perd son argent à la bourse, et veut punir le courtier qui l'a conseillé : il veut le gifler une fois par jour et ce pendant sept jours. La fille du courtier est amusée par la situation.

## Fiche technique
- Titre original : Sieben Ohrfeigen
- Réalisation : Paul Martin
- Scénario : Paul Martin d'après une histoire de Bobby E. Lüthge
- Dialogues : Curt Goetz
- Société de production : Universum Film (UFA)
- Producteur : Max Pfeiffer
- Musique : Friedrich Schröder
- Images : Konstantin Irmen-Tschet
- Costumes : Manon Hahn
- Montage : Carl Otto Bartning
- Durée : 97 minutes[1]
- Dates de sortie :
  - Troisième Reich : 3 août 1937
  - France : 3 août 1938

## Distribution
- Lilian Harvey (VF : Lita Recio) : Daisy Terbanks
- Willy Fritsch (VF : René Fleur) : William Tenson MacPhab
- Alfred Abel : Astor Terbanks
- Oskar Sima : Wennington Laskett
- Erich Fiedler : Ernie Earl of Wigglebottom
- Ernst Legal : Mr. Strawman
- Otz Tollen : Balthasar Adula Flanelli
- Ernst Behmer : Bankangestellter
- Erwin Biegel : Aufgeregter bankkunde